# Neobola fluviatilis
Neobola fluviatilis är en fiskart som först beskrevs av Whitehead 1962.  Neobola fluviatilis ingår i släktet Neobola och familjen karpfiskar. IUCN kategoriserar arten globalt som livskraftig. Inga underarter finns listade i Catalogue of Life.